# Будинок юних техніків
Будинок юних техніків — позашкільна установа, організаційний і методичний центр позашкільної роботи учнів у галузі техніки. Зараз об'єкт належить ПАТ «Крюківський вагонобудівний завод».

## Опис
Будинок одноповерховий, цегляний, потинькований, пофарбований, майже квадратний у плані. Дах вальмовий, з горищем. Знаходиться на червоній лінії вулиці Івана Приходька. На трьох фасадах улаштовано центральні ризаліти. Посередині головного фасаду ризаліт з двома вікнами. Увінчує ризаліт трикутний фронтон з круглим віконним прорізом з обрамленням у формі хреста. Зовнішні кути фасаду та ризалітів декоровані горизонтальним рустом. Віконні прорізи прямокутні, частина з них замуровані, під вікнами неглибокі ніші. Будівля декорована горизонтальними тягами на рівні цоколю, підвіконь, надвіконь і вінцевого карнизу. Дверний проріз для входу — на боковому фасаді зі сторони станції.

## Історія
Перші письмові згадки про Крюків (Круків) відносяться до 1659 та 1661 рр., а назву пов'язують з Куруковим озером, біля якого відбулася Куруківська битва 1625 року.
У 1864 році було прийняте рішення про будівництво залізничної лінії через Крюків і Кременчук. Наступного року були затверджені умови на спорудження ділянки залізниці від Єлисаветграду до Кременчука протяжністю 130,4 версти.
Крюків'яни першими на Полтавщині почули паровозний гудок: 8 жовтня 1869 р. на відрізку цієї ділянки був відкритий рух. Це мало значний вплив на розвиток Крюкова — значно пожвавився товарообіг, що сприяло економічному зростанню посаду. У 1875 р. була зведена будівля залізничного вокзалу 2 класу та ряд будівель для обслуговування залізниці, біля вокзалу з'явилася нова площа, яка стала важливим громадським центром Крюкова. Навколо станції виникає промисловий вузол — будується шпалопросочувальний завод і залізничні майстерні.
На жаль, були й мінуси: залізниця поклала край чумацькому промислу, і Крюків перестав бути «чумацькою столицею». Залізниця пройшла посередині посаду, розрізавши Крюків на дві частини та порушивши усталену структуру вулиць.
Одночасно із завершення Єлисаветградсько-Крюківської ділянки колії швидкими темпами велося спорудження Харківсько-Кременчуцької ділянки. Для сполучення обох відрізків колії 25 березня 1872 р. відкрився залізничний міст довжиною 962 м.
Залізниця стала основною годувальницею посаду Крюків, місцем роботи для значної кількості його працездатних мешканців. Відкрилося початкове народне училище для дітей робітників і службовців залізниці, було споруджено житлове селище для робітників вагоноремонтних майстерень (Колонія) і отримала свій початок постійна медична служба.
З утворенням мережі доріг відкривалися лікарні, фельдшерські пункти, приймальні покої. З 1866 р. створення залізничних лікарень було обов'язковим. Уздовж всієї магістралі на відстані 100—120 верст розміщувалися приймальні покої. На кожній лінії залізниці був старший лікар дороги, лікар дільниці, а також фельдшери та акушерки. Вони вели прийом безпосередньо у станційних приміщеннях (так, до речі, спочатку було і в Крюкові) або в орендованих приватних домоволодіннях. На кожній станції мала бути певна кількість медикаментів згідно із затвердженим переліком і надаватися лікарська допомога залізничникам, у тому числі й потерпілим від нещасних випадків, пасажирам і мешканцям населеного пункту.
У 1908 р. на привокзальній площі був збудований перший лікарський заклад у Крюкові — приймальний покій при станції Крюків-на-Дніпрі.
Першим завідуючим нового приймального покою на станції Крюків-на-Дніпрі став лікар Соколов Микола Євдокимович, випускник медичного факультету Харківського університету, який присвятив своє життя залізничній медицині.
До 1983 р. будинок використовувався за початковим призначенням: тут була медична амбулаторія Харківсько-Миколаївської, а потім Південної залізниці. Після перенесення медичного закладу в інше місце та реконструкції будівлі в ній розмістився заклад позашкільної освіти — Будинок юних техніків.
З 1990-х років будівля здавалася в оренду різним організаціям, значну частину часу не експлуатувалася взагалі.